# Slaget ved Waterloo
Slaget ved Waterloo [ˈvɑːtɐloː] fandt sted 18. juni 1815 ved den nu belgiske landsby Waterloo omkring 15 km syd for Bruxelles. I slaget, som blev Napoleon Bonapartes sidste, blev han besejret af en britisk-tysk-nederlandsk hær, ledet af general Arthur Wellesley, hertug af Wellington, og en preussisk hær under marskal Gebhard Leberecht von Blücher. Efter slaget blev Napoleon afsat og sendt i eksil på St. Helena i Sydatlanten, hvor han tilbragte resten af sit liv.

## Baggrunden
I marts 1815 flygtede Napoleon fra sit eksil på øen Elba i Middelhavet. Han ville have sin trone tilbage og drog derfor mod Paris. Undervejs fik han overtalt flere og flere mænd til at kæmpe under sig og fik opbygget en hær. Den franske kongefamilie flygtede, da de hørte om hans ankomst. Den 13. marts 1815, syv dage før hans ankomst til Paris, blev Napoleon erklæret lovløs af de europæiske magter i Wienerkongressen. Erklæringen blev underskrevet af diplomater fra Østrig, Frankrig, Storbritannien, Portugal, Preussen, Spanien og Sverige. Han blev hermed frataget sin titel, såvel som hans rettighed til beskyttelse af loven.
Rystede over Napoleons hurtige og fredelige magtovertagelse af Frankrig, formede Storbritannien, Preussen, Rusland og Østrig den 7. koalition. Med dette begyndte den syvende koalitionskrig.

## Optakten
Englænderen hertugen af Wellington og preussernes feltmarskal Blücher havde sammen 130.000 mand mod Napoleons hær på 75.000 mand. Napoleon vidste, at de to allierede hære ikke var samlet. Han vidste, at hvis han først besejrede preussernes hær, ville det være muligt at slå Wellingtons hær.
Den 16. juni 1815 kæmpede Napoleon mod Blüchers hær i slaget ved Ligny. Preusserne tabte og mistede ca. 20.000 mand, men kunne dog trække sig tilbage i god orden. Napoleon så det som en stor sejr, og nu manglede han at slå Wellington.
Wellington havde indtaget en god forsvarsstilling på nogle højdedrag syd for den lille landsby Waterloo, og her ville han møde den franske hær. Han havde fra marskal Blücher fået meddelelse om, at den preussiske hær ville nå frem sent på eftermiddagen.
Både Napoleon og Wellington var berømte for deres evner på slagmarken. Natten til d. 18. juni regnede det kraftigt, og den næste dag kunne kanonerne kun med besvær køres i stilling pga. mudder. Det ødelagde franskmændenes trumfkort, da de havde mange flere kanoner og artillerister end de allieredes hære.

## Slaget
Den 18. juni 1815, kl. ca. 11:30 indledtes slaget ved Waterloo.
Napoleon begyndte med at angribe Wellingtons højre fløj. De franske styrker blev stoppet af britiske og tyske enheder ved godset Hougemont. Napoleon angreb derefter Wellingtons venstre fløj, samtidig med at det franske kavaleri under kommando af marskal Ney gik til angreb mod de allieredes centrum. Men begge franske angreb blev slået tilbage. Nu var klokken omkring 15, og begge hære havde haft store tab. Allerede ved 13-tiden var de første preussiske styrker ankommet til slagmarken, men først omkring kl. 16.30 var de i stand til at levere et samlet angreb på franskmændenes højre fløj. Napoleon vidste, at det var nu, at han skulle slå Wellingtons hær, hvis han skulle vinde slaget. Han gav ordre til at sende den kejserlige garde ind mod Wellingtons centrum. Napoleons kejserlige garde var aldrig blevet slået i Napoleonskrigene. Da garden nåede frem til de allieredes linjer, blev den mødt med voldsom ild fra britiske og tyske styrker under ledelse af Wellington selv og blev slået tilbage. Ved 18-tiden var de franske styrker overalt under tilbagetog. Den preussiske general Gneisenau gennemførte en forfølgelse, som fik den franske hær til at gå helt i opløsning. Slaget var tabt for Napoleon.

## Eftervirkninger
Slaget ved Waterloo var et blodbad. Napoleon mistede 25.000 mand, Wellington 15.000 og Blücher 10.000 mand. I alt 50.000 blev dræbt, såret eller taget til fange under slaget. Af de mange døde har man kun fundet meget få. Breve og dagbøger fra en skotsk købmand, der tog til Waterloo efter slaget, peger på lokationen af massegrave med flere tusind mand, men ingen massegrave er fundet. Nogle mener, at der har været handel med menneskelige og umenneskelige knogler fra slagmarken ved Waterloo. Knogler som kan have været brugt til bl.a. benmel, som blev brugt til gødning på markerne, en praksis som var meget normal på daværende tidspunkt før opdagelsen af superfosfat i 1840’erne.

## Waterloo i dag
I dag er området syd for Waterloo præget dels af meget tæt bebyggelse dels af en motorvej. Selve slagmarken er dog stort set ubebygget. Det største og mest iøjnefaldende monument er "Løvehøjen", en godt 40 meter høj, kegleformet forhøjning med et løvemonument på toppen. Monumentet står, hvor de allieredes højre fløj var, og på et sted, hvor en prins af huset Oranien blev såret under slaget. Fra monumentets top har man et godt overblik over hele området. Ved siden af monumentet findes et besøgscenter med nærmere oplysninger om slaget. I byen Waterloo findes et Wellington-museum, og lidt syd for slagmarken på en gård, hvor Napoleon overnattede før slaget, er et Napoleon-museum.
På slagmarken findes flere større eller mindre monumenter for soldater af de forskellige nationaliteter, som var involveret i slaget.